# Acrotomodes nigripuncta
Acrotomodes nigripuncta là một loài bướm đêm trong họ Geometridae.